# クリストファー・W・A・スピルマン
クリストファー・ヴワディスワフ・アントニ・スピルマン（英語: Christopher Władysław Antoni Szpilman、1951年5月4日 - ）は、ポーランド出身の歴史学者。歴史学博士。元九州産業大学国際文化学部教授。

## 経歴
ピアニストのウワディスワフ・シュピルマンの長男としてワルシャワに生まれる。18歳でポーランドからイギリスに渡り、リーズ大学へ入学。イギリスへ渡った直後に働いたアルバイト先の知人の薦めで柔道の道場に通い、このとき英国留学中の日本人と親しくなる。1973年、イギリスのリーズ大学を卒業後、ロンドン市役所に勤務。1976年、柔道クラブで親しくなった日本人留学生の出身地である愛媛県川之江町（のちの川之江市、現在の四国中央市）に住む。このとき、小さな英語塾で英語を教えた。
1978年、系統だった勉強の必要性を感じ、また、日本への関心が高まったため、英国に帰ってからロンドン大学アジア・アフリカ研究学院日本語学科に入学。1979年、イギリス国籍取得。1980年6月、ロンドン大学を卒業し、再び来日。インドシナ難民問題からボランティア活動のことを考え、JVC（日本国際ボランティアセンター）を介し、タイのバンコクへ飛び、1981年末までボランティア活動に従事した。
1982年、バンコクを後にし、米国のイェール大学大学院へ入学。1983年6月、イェール大学大学院東アジア研究科修了（東アジア研究修士，MA，1984）。1985年6月、イェール大学大学院歴史学科博士課程修了（歴史学修士，MA，MPhil）。
1985年、みたび来日し、1986年4月から1989年4月まで東京大学大学院法科政治研究科で外国人研究生として学ぶ。1991年8月から1993年7月まで、米国オールド・ドミニオン大学歴史学部講師。1993年6月、イェール大学大学院歴史学科博士号取得（歴史学博士，Ph.D）。 1993年8月から1994年7月まで、コネチカット・カレッジ歴史学部講師。1994年、米国デューク大学大学院に留学中だった日本人女性の佐藤千登勢と結婚。同年、夫人を伴って来日。
1996年4月から1998年3月まで東京大学文学部外国人研究員。 1997年から拓殖大学日本文化研究所の客員教授として拓大百年史の編纂に携わった。1998年、夫人が西南学院大学助教授となったことに伴い、夫婦で福岡に移住。2000年4月から2003年7月まで、北九州市立大学法学部非常勤講師。2002年4月から2005年3月まで、九州産業大学国際文化学部非常勤講師。2002年9月から、九州大学法学大学院留学生別科（CSPA）非常勤講師。（2008年3月まで）2003年10月から2004年8月まで、ハーバード大学ライシャワー日本研究所客員研究員。 2005年4月から2015年3月まで、九州産業大学国際文化学部教授。

## 研究内容・業績
専門分野は日本近代政治思想史。特に平沼騏一郎や大川周明、北一輝、満川亀太郎など、第一次世界大戦から第二次世界大戦までの日本のナショナリズムやアジア主義を研究している。

## 人物・エピソード
- 柔道初段。
- ポーランドとイギリスの二つの国籍を持っているが、普段はイギリスの国籍で生きている。イギリス国籍を取得したのは、ポーランド政府にパスポートの更新を認めてもらえなかったため。[1]
- 日本語で執筆した著書に『シュピルマンの時計』（2003年、小学館）がある。
- 2003年2月11日放送の開運!なんでも鑑定団に出演し、鑑定を受けるため父の遺品の時計の実物がスタジオに持ち込まれた。[2]
- 父の姓と違い「スピルマン」という英語的な表記を日本で通しているのは、英語圏での生活が長かったことによる。

## 家族・親族
- 妻：佐藤千登勢は日本の歴史学者。
- 父：ウワディスワフ・シュピルマンはピアニスト。戦場のピアニストで知られる。

## 著作

### 単著
- シュピルマンの時計（2003年8月、小学館）ISBN 978-4093874595
- 近代日本の革新論とアジア主義――北一輝、大川周明、満川亀太郎らの思想と行動（2015年4月14日、芦書房）ISBN 978-4755612749

### 編著
- 北一輝『北一輝自筆修正版 国体論及び純正社会主義』（2008年1月、ミネルヴァ書房、編集：長谷川雄一、萩原稔）ISBN 978-4623040872

### 監修
- 本間九介『朝鮮雑記――日本人が見た1894年の李氏朝鮮』（2016年1月30日、祥伝社）ISBN 978-4396615536